# Freocrossotus reticulatus
Freocrossotus reticulatus är en skalbaggsart som beskrevs av Stefan von Breuning 1964. Freocrossotus reticulatus ingår i släktet Freocrossotus och familjen långhorningar.
Artens utbredningsområde är Bioko. Inga underarter finns listade i Catalogue of Life.